# Chromis trialpha
Chromis trialpha är en fiskart som beskrevs av Allen och Randall, 1980. Chromis trialpha ingår i släktet Chromis och familjen Pomacentridae. Inga underarter finns listade i Catalogue of Life.